# Cassagnoles (Gard)
Cassagnoles è un comune francese di 438 abitanti situato nel dipartimento del Gard, nella regione dell'Occitania.

## Società

### Evoluzione demografica
Abitanti censiti